# Alfred von Schlieffen
Grof Alfred von Schlieffen, nemški general, * 28. februar 1833, Berlin; † 4. januar 1913, Berlin.

## Življenjepis
Schlieffen je bil načelnik generalštaba nemških oboroženih sil od 1891 do 1906. V vojno in vojaško zgodovino se je najbolj vpisal kot načrtovalec invazije na Francijo.